# LR-113
La carretera LR-113 es una carretera de la Red Regional Básica de La Rioja, perteneciente a la Red de Carreteras de la comunidad autónoma de La Rioja, que discurre desde el límite con la provincia de Burgos hasta Cenicero.
Corresponde a la antigua carretera comarcal C-113, que inicialmente unía Lerma (Burgos) con la estación de trenes de San Asensio (La Rioja), y que tras el Plan Peña de 1940 unía Salas de los Infantes, en la provincia de Burgos, con Cenicero. Al transferirse las carreteras a las comunidades autónomas, se dividió en la LR-113 en su tramo riojano y   BU-825  en el tramo burgalés.
Tiene una longitud de 77,8 km.

## Recorrido
| Localidad             | Enlaces                                                        | Carretera que enlaza |
| --------------------- | -------------------------------------------------------------- | -------------------- |
| L. P. Burgos          | Salas de los Infantes                                          | BU-825               |
|                       | Huerta de Arriba                                               | LR-437               |
| Canales de la Sierra  |                                                                |                      |
| Villavelayo           | Neila                                                          | LR-334               |
| Mansilla de la Sierra |                                                                |                      |
| Venta de Viniegra     | Viniegra de Abajo - Ventrosa - Viniegra de Arriba              | LR-333               |
|                       | Brieva de Cameros                                              | LR-332               |
|                       | Monasterio de Valvanera                                        | LR-435               |
| Anguiano              |                                                                |                      |
|                       | Pedroso                                                        | LR-434               |
|                       | Ledesma de la Cogolla                                          | LR-433               |
| Bobadilla             | Villaverde de Rioja - San Millán de la Cogolla- Tobía - Matute | LR-331               |
| Baños de Río Tobía    | Badarán                                                        | LR-207               |
|                       | Cárdenas - San Millán de la Cogolla                            | LR-205               |
|                       | Camprovín                                                      | LR-431               |
|                       | Arenzana de Abajo                                              | LR-430               |
|                       | Tricio                                                         | LR-136               |
|                       | Tricio                                                         | LR-429               |
| Nájera                | Logroño - Burgos                                               | A-12 N-120           |
| Uruñuela              | Somalo Huércanos                                               | LR-509 LR-322        |
| Cenicero              | Logroño - Gimileo Travesía de Cenicero                         | N-232 LR-512         |

- Datos: Q5961717